# Леон (провинция)
Вижте пояснителната страница за други значения на Леон.
Провинция Леон (на испански: Provincia de León) се намира в северозападната част на Испания, в автономна общност Кастилия-Леон.
Столицата е град Леон.